# Saint-Pierre-des-Ormes
Saint-Pierre-des-Ormes – miejscowość i gmina we Francji, w regionie Kraj Loary, w departamencie Sarthe.
Według danych na rok 1990 gminę zamieszkiwały 202 osoby, a gęstość zaludnienia wynosiła 20 osób/km² (wśród 1504 gmin Kraju Loary Saint-Pierre-des-Ormes plasuje się na 1053. miejscu pod względem liczby ludności, natomiast pod względem powierzchni na miejscu 1006.).